# Horst Sandtmann

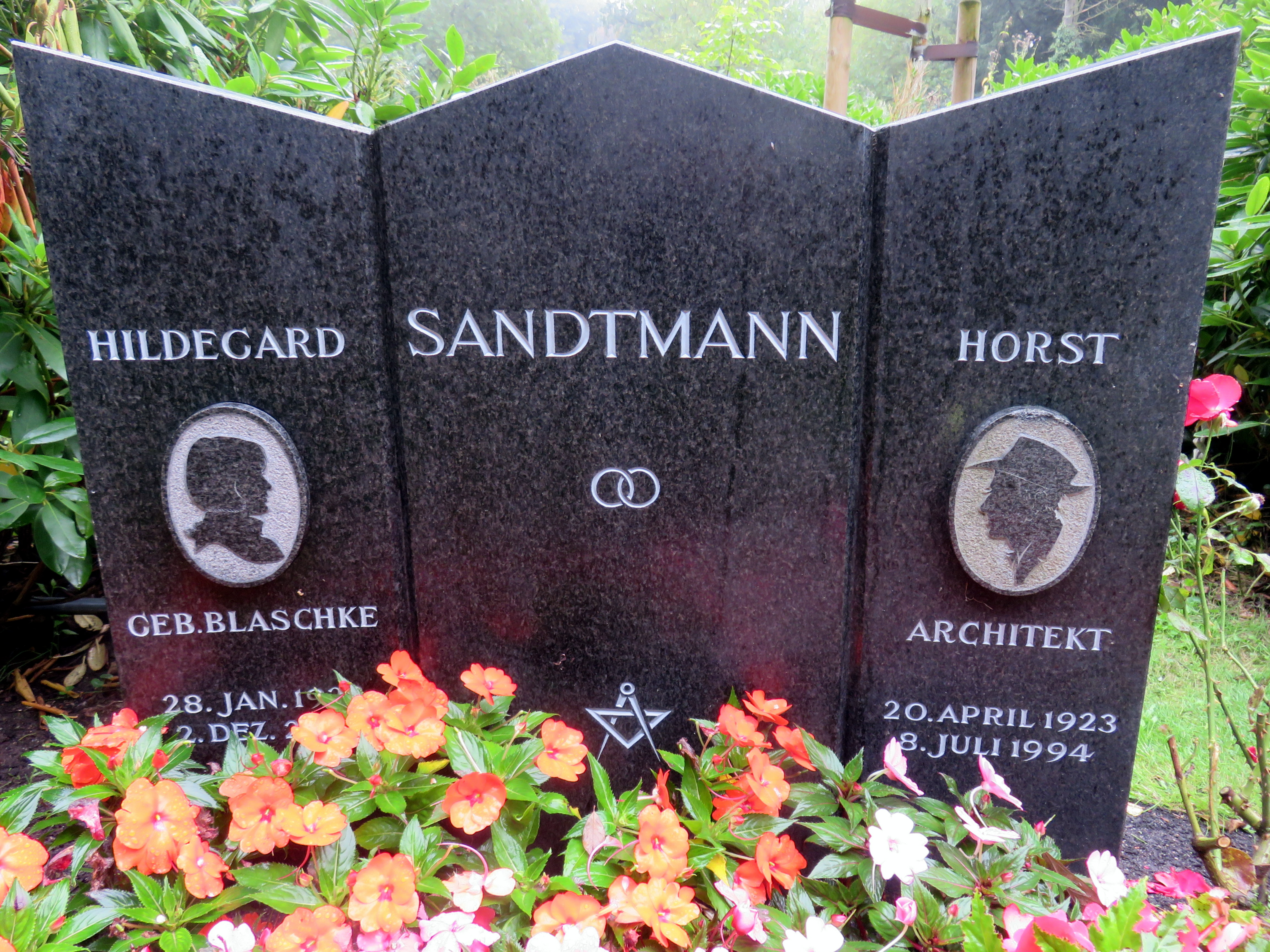
Grabstätte auf dem Friedhof Ohlsdorf

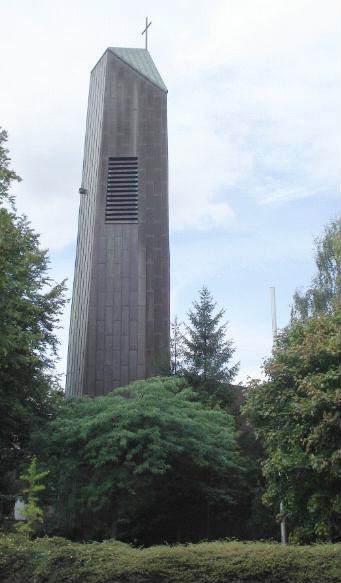
Die Christuskirche in Bad Schwartau

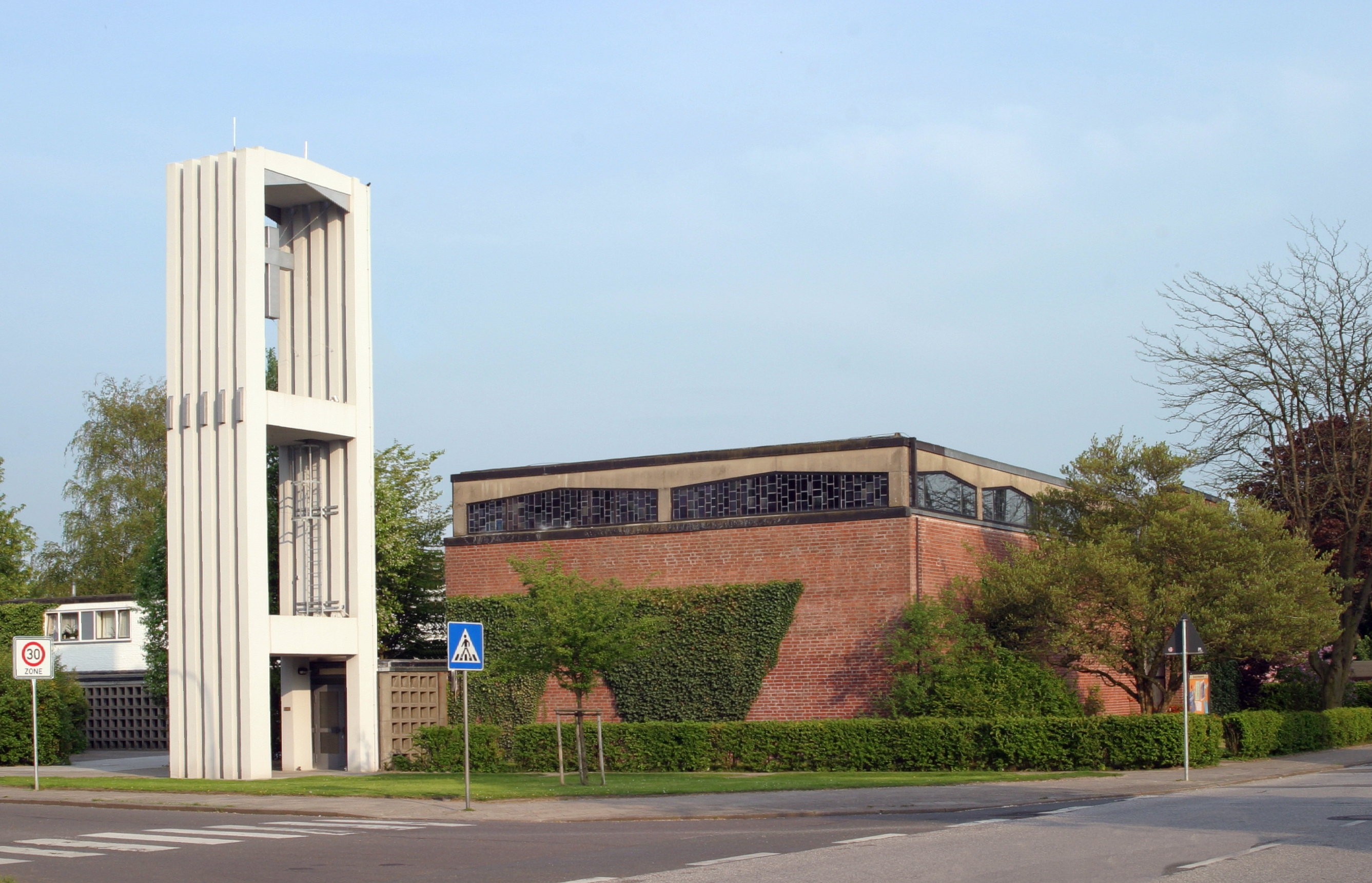
Friedrich-von-Bodelschwingh-Kirche in Lübeck

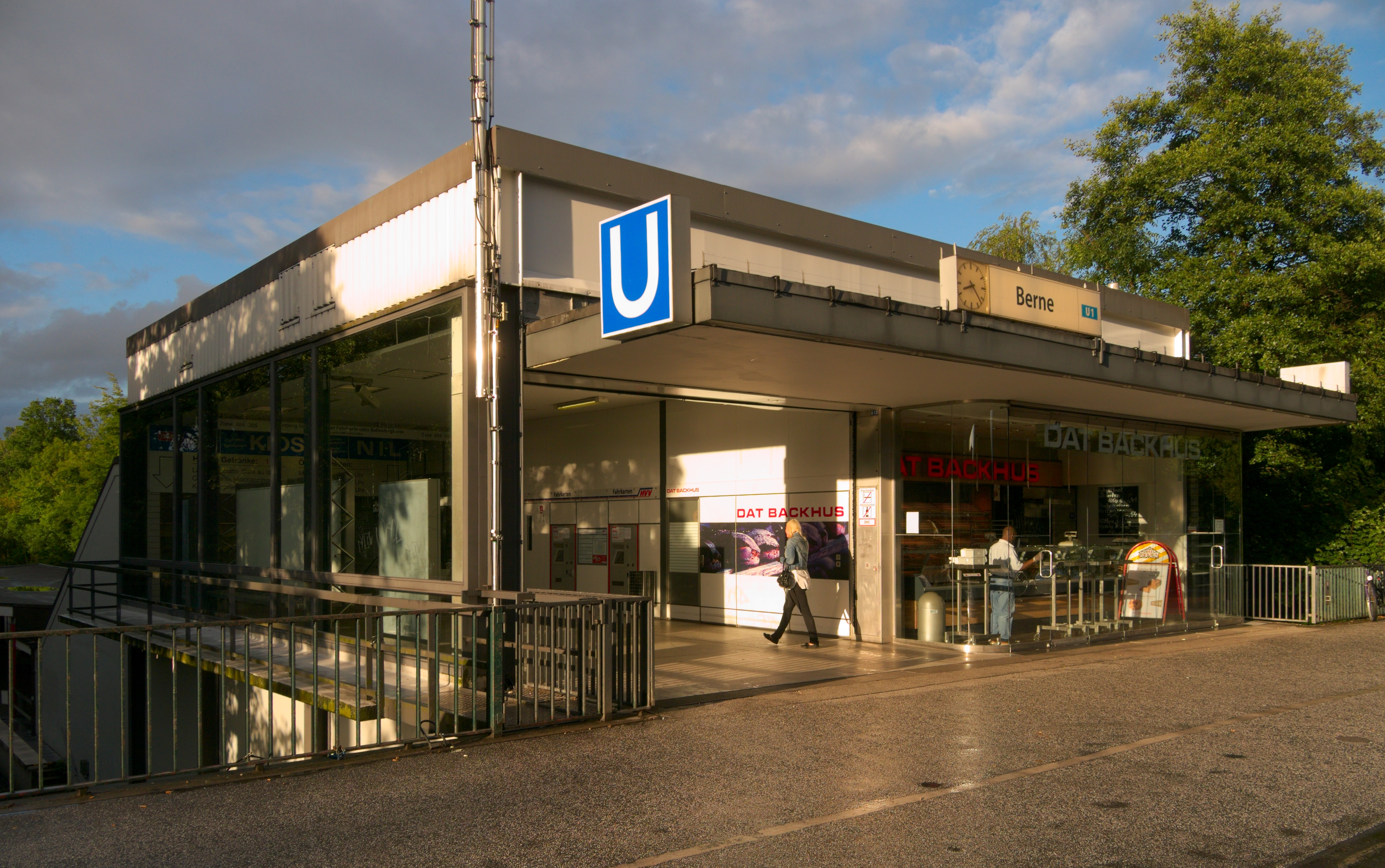
Bahnhof Berne

Horst Sandtmann (* 20. April 1923 in Hamburg; † 8. Juli 1994 ebenda) war ein deutscher Architekt. Er wurde insbesondere durch die von ihm  und zum Teil zusammen mit Partner-Architekten in Norddeutschland im Stil der Klassischen Moderne errichteten Kirchen, wiederaufgebauten und restaurierten Kirchen bekannt. Ebenso erlangte er Bekanntheit durch seine zahlreiche Bauvorhaben für die Hamburger Hochbahn. Bei der Innenausstattung der Kirchen war Hans Kock eingebunden.

## Biografie
Als Sohn eines Baumeisters erlernte Horst Sandtmann bis 1942 zunächst den Beruf des Maurers und nahm im Anschluss daran der FH Hamburg ein Studium auf. Nach kriegsbedingter Unterbrechung schloss er 1948 das Studium ab. Im Anschluss hielt er einige Gastvorlesungen an der Hamburger Landeskunstschule.
Von 1948 bis 1955 wirkte er bei Werner Kallmorgen in Hamburg – ab 1950 auf selbstständiger Basis. 1957 bis 1963 arbeitete in einer Partnerschaft mit dem Architekten (und späteren Professor) Friedhelm Grundmann, mit dem zusammen er u. a. zahlreiche Kirchen errichtete. Ab 1963 bis zu seinem Tod betrieb Horst Sandtmann sein eigenes Architekturbüro in Hamburg.
Zwischen 1961 und 1972 war Horst Sandtmann als Preisrichter bei Architekturwettbewerben tätig.
Auf dem Hamburger Friedhof Ohlsdorf befindet sich im Planquadrat P 9 nahe dem Cordesbrunnen die Grabstätte von Horst Sandtmann.

## Bauten
Alleine und zusammen mit Partnern errichtete / restaurierte Horst Sandtmann zahlreiche Kirchen, errichtete U-Bahn-Stationen etc. (Auswahl)
- Neubau des Turms der Dorfkirche Hamberge (1958)
- Restaurierung der Maria-Magdalenen-Kirche in Mustin (bei Ratzeburg)
- Restaurierung der Kirche in Westerland
- Restaurierung der Kirche St. Matthäi in Lübeck
- Restaurierung der Kirche St. Johannis in Hamburg-Neuengamme
- Bau der Christuskirche in Bad Schwartau (1960/1962)
- Bau der Vicelinkirche in Hamburg-Sasel
- Bau der Kirche "Zum guten Hirten" in Hamburg-Langenfelde
- Wiederaufbau der Kirche St. Trinitatis in Hamburg-Altona
- Bau der Friedrich-von-Bodelschwingh-Kirche in Lübeck
- Wiederaufbau des Lübecker Doms (1963–1975)
- U-Bahnhof am Hamburger Hauptbahnhof (Süd)
- U-Bahnhof Schlump in Hamburg
- U-Bahnhof Berne in Hamburg
- U-Bahnhof Lübecker Straße in Hamburg
- U-Bahnhof Ritterstraße in Hamburg
- U-Bahnhof Billstedt in Hamburg